# سعيد بوشوك
سعيد بوشوك هو لاعب كرة قدم جزائري في مركز الهجوم، ولد في 29 ديسمبر 1986 في العلمة في الجزائر. لعب مع أمل الأربعاء وشباب أوراس باتنة وشبيبة القبائل ونادي القادسية.

## وصلات خارجية
- سعيد بوشوك على موقع قاعدة بيانات كرة القدم.إي يو (الإنجليزية)
- سعيد بوشوك على موقع Soccerway.com (الإنجليزية)